# Elbeflut-Medaille des Landes Brandenburg (2002)

Grafische Darstellung der Elbeflut-Medaille

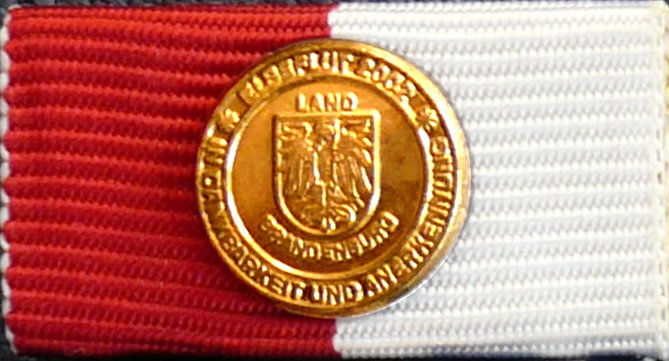
Bandschnalle der Elbeflut-Medaille

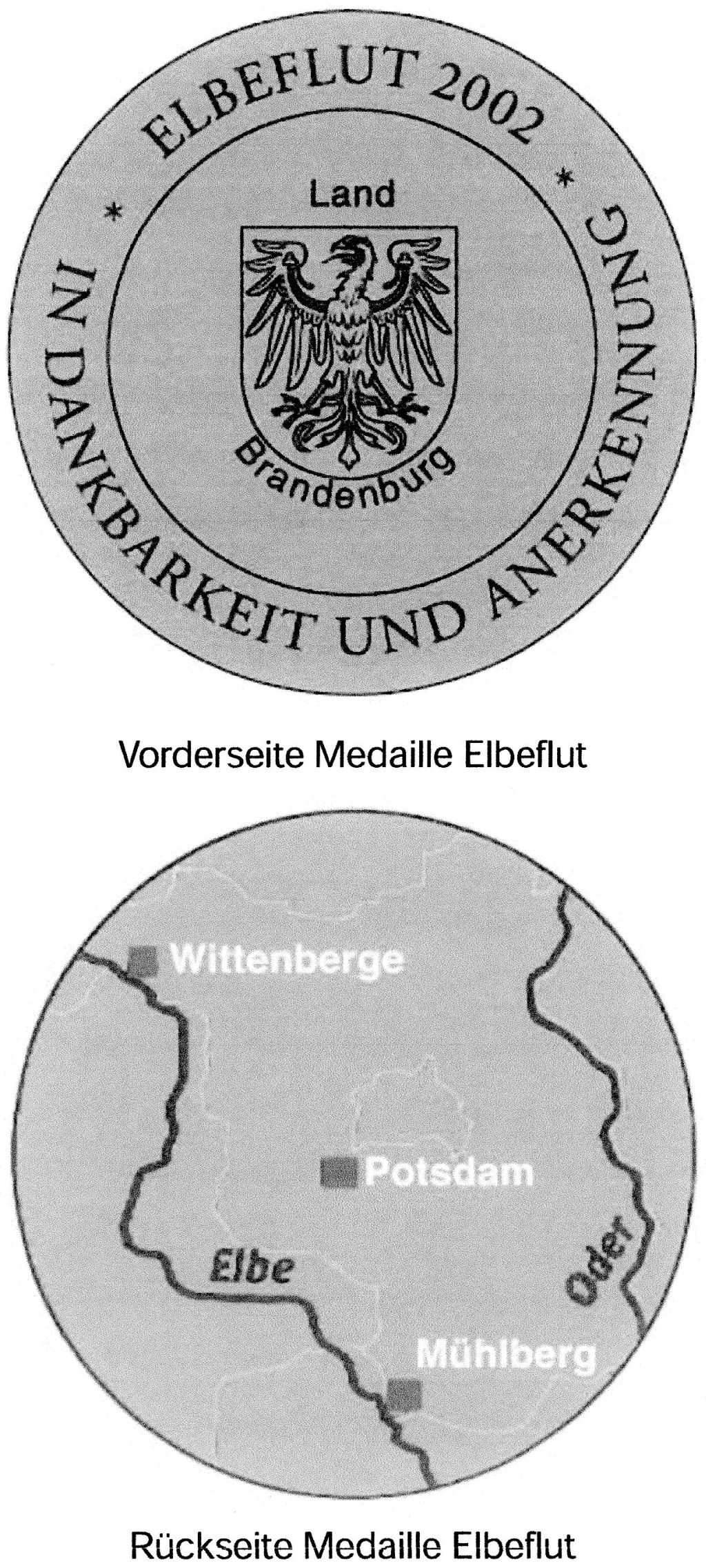
Amtliche Darstellung der Elbeflut-Medaille 2002 Brandenburg

Amtliche Darstellung der Verleihungsurkunde zur Elbeflut-Medaille 2002 Brandenburg

Die Elbeflut-Medaille des Landes Brandenburg wurde am 29. November 2002 vom damaligen Ministerpräsidenten des Landes Matthias Platzeck gestiftet. Sie war somit eine staatliche Anerkennung für besonders aufopferungsvolle Hilfeleistung bei der Abwehr von Gefahren und der Beseitigung von Schäden anlässlich der Flutkatastrophe im August 2002. Die Medaille konnte dabei an alle Personen verliehen werden, die im Land Brandenburg Hilfe geleistet haben.

## Gestaltung und Trageweise der Medaille
Die Elbeflut-Medaille besteht aus bronzefarbenen Messingmaterial. Auf ihrer Vorderseite ist mittig das Landeswappen, den Märkischen Adler mit dem Schriftzug: Land Brandenburg erhaben geprägt zu sehen. Die Umschrift lautet in Großbuchstaben: IN DANKBARKEIT UND ANERKENNUNG * ELBEFLUT 2002. Die Rückseite der Medaille zeigt sich geographische Darstellung der betroffenen Region mit den Flüssen Elbe und Oder. Daneben sind die Orte Mühlberg, Potsdam und Wittenberge als Eckpunkte dargestellt. Getragen wird die Medaille an einem rot-weißen Ordensband (den Farben des Bundeslandes) auf der linken oberen Brustseite. Sie kann auch in verkleinerter Form getragen werden. Zivilpersonen erhalten mit der Medaille eine Anstecknadel. Uniformträger eine Bandschnalle mit gleicher Farbkombinationen und aufgesteckter Miniatur der Vorderseite der Medaille.

## Verleihung
Die Elbeflut-Medaille wird vom Ministerpräsidenten verliehen und zwar an alle Personen, die im Hochwasser- und Flutkatastrophengebiet an der Elbe und ihren Nebenflüssen aktive Hilfe geleistet haben.

### Verleihungsvoraussetzungen
Die Elbeflut-Medaille wird verliehen:
- a) für mindestens einen ganztägigen Einsatz vor Ort. In Einzelfällen ist eine Abweichung von diesen Voraussetzungen möglich, wenn dies der Art und den Umständen des Einsatzes nach gerechtfertigt erscheint. Die Hilfe muss als persönlicher Einsatz geleistet sein und im sachlichen und zeitlichem Zusammenhang mit dem Hochwasser stehen.

- b) Der Einsatz muss vor Ort oder in Katastrophenstäben erfolgt sein.

Die Auszuzeichnenden erhalten neben dem Ehrenzeichen eine Verleihungsurkunde mit der Unterschrift des Ministerpräsidenten und dem großen Dienstsiegel des Bundeslandes. Die Medaille geht dabei in das Eigentum des Beliehenen über. Im Falle des Todes des Inhabers, sind seine Hinterbliebenen nicht zur Rückgabe verpflichtet.

## Vorschlageberechtigung
Die Vorschlageberechtigung, welche zur Verleihung der Medaille führen sollen, sind die für ihren Geschäftsbereich zuständigen obersten Landesbehörden und die Landkreise. Die Anregungen sind an die zuständigen Vorschlageberechtigten einzureichen.

### Besonderheiten
Für Angehörige der Bundeswehr und des Bundesgrenzschutzes ist die Staatskanzlei und für alle übrigen freiwilligen Helfer der jeweilige Landkreis zuständig.

### Prüfpflicht
Die Vorschlagsberechtigten Stellen prüfen in eigener Zuständigkeit, ob die Verleihungsvoraussetzungen für die Medaille erfüllt sind. In Zweifelsfällen ist großzügig zu entscheiden, wobei bei der Prüfung Doppeleinreichungen zu vermeiden sind. Die Vorschläge sind insgesamt und nicht im Einzelnen zu begründen. Die Vorschläge sind nach dieser Art Vorprüfung listenförmig in zweifacher Ausfertigung bei der Staatskanzlei einzureichen. Sie müssen dabei folgende Angaben enthalten:
- a) Familienname, gegebenenfalls  akademischer Grad
- b) Vorname,
- c) Geburtsdatum,
- d) gegebenenfalls  Dienstgrad / Amtsbezeichnung,
- e) Adresse, (Hauptwohnsitz)
- f) gegebenenfalls Dienststelle.[4]

## Verfahren
Die Staatskanzlei teilt den Vorschlageberechtigten Stellen die Namen der Auszuzeichnenden aus ihrem Bereich mit, denen die Medaille verliehen werden soll. Gleichzeitig übersendet die Staatskanzlei die Medaillen nebst Verleihungsurkunden. Die Vorschlageberechtigten Stellen veranlassen dann die Aushändigung und Übergabe der Medaille mit Verleihungsurkunde an die jeweiligen Auszuzeichnenden. Endstichtag für die Verleihung war der 31. Dezember 2003.

## Sonstiges
Neben dem Bundesland Brandenburg haben auch weitere betroffene Bundesländer Auszeichnungen für die Helfer der Jahrhundertflut gestiftet. Dies waren:
- Sächsischer Fluthelferorden
- Hochwasser-Medaille 2002 (Niedersachsen)
- Hochwasser-Medaille des Landes Sachsen-Anhalt 2002
- Medaille des Berliner Senats
- Flut-Ehrenzeichen 2002 des Landes Schleswig-Holstein
- Hamburgische Dankmedaille (Elbe-Hochwasserkatastrophe 2002)